# Unternehmen Knospe
Die Errichtung einer Wetterstation mit dem Decknamen Unternehmen Knospe auf Nordwest-Spitzbergen im Oktober 1941 war ein Unternehmen der deutschen Kriegsmarine. Die Wetterstationen der Wehrmacht in der Arktis dienten zur Gewinnung von Wetterdaten im Eismeer und der Wetterprognose für Mitteleuropa.

## Wetterstationen im Eismeer
Im Vertrag von Svalbard (auch Spitzbergenvertrag) 1920 wurde unter anderem die internationale Nutzung Spitzbergens zur Wetterbeobachtung vereinbart. Spitzbergen stand seitdem unter norwegischer Verwaltung und die Informationen der angesiedelten Stationen (neben norwegischen auch sowjetische und dänische Besatzungen) kamen allen seefahrenden Nationen zugute. Dieser Status blieb zunächst auch im Zweiten Weltkrieg unangetastet. Im Verlauf der Operation Gauntlet sicherte ein kanadisch-britisches Expeditionskorps unter norwegischer Führung im Spätsommer 1941 Spitzbergen, räumte die zivilen meteorologischen Anlagen und stellte die Insel unter Kriegsrecht. Die Daten der Wetterstationen standen der Kriegsmarine fortan für Operationen im Nordmeer und zur Wettervorhersage in Mitteleuropa nicht mehr zur Verfügung.

## Wetterstation Knospe
Die Einrichtung der ersten deutschen Wetterstation im Eismeer wurde dem Marinegruppenkommando Nord der Kriegsmarine übertragen. Anfängliche Überlegungen, eine schwimmende Station einzurichten, wurden verworfen, als der Leiter des Wettertrupps, Hans-Robert Knoespel, eine Wetterstation an Land vorschlug. Die Namen der meisten deutschen Wetterstationen, die im Zweiten Weltkrieg in der Arktis errichtet wurden, leiteten sich vom Namen des jeweiligen Stationsleiters ab, entsprechend bekam die erste Wetterstation auf Spitzbergen den Operationsnamen Knospe.

### Einrichtung
In Koordination mit dem Marinewaffen- und Ausrüstungsbetrieb Hamburg entsandte das Marinegruppenkommando Nord am 26. September 1941 zwei Schiffe aus Kiel in Richtung Spitzbergen. Das Wetterbeobachtungsschiff Sachsen war von Anfang an für den Transport vorgesehen. Als aber offensichtlich wurde, dass der Transport von Funkanlagen, Stromaggregaten, Schlitten, Bauholz, wissenschaftlicher Ausrüstung und Personal nicht alleine von einem Schiff gewährleistet werden konnte, wurde der Sachsen das Wetterbeobachtungsschiff Fritz Homann beigegeben. Die Schiffe trafen am 15. Oktober nach einem Zwischenstopp in Tromsø vom 10. bis 12. Oktober am geplanten Stützpunkt in der Bucht Signehamna an der Westseite des Lilliehöökfjords ein. Die Station war am 29. Oktober voll einsatzbereit, und am 15. November gingen die beiden Schiffe auf die Heimfahrt, um nicht im Eis eingeschlossen zu werden.
Die Station wurde in der Nähe des früheren Geophysikalischen Observatoriums Ebeltofthafen errichtet, das von 1912 bis 1914 in Betrieb war. Damit ließen sich die meteorologischen Messreihen direkt vergleichen. Beim Lilliehöökfjord handelt es sich um einen Nebenfjord des Krossfjords. Der Magdalenefjord liegt über bergiges und praktisch unpassierbares Land etwa 35 km entfernt. Räumlich näher liegt Ny-Ålesund, das vom Wehrmachtswettertrupp auch erkundet wurde.
Bei einer Erkundungsfahrt mit der Sachsen entlang der Küste entdeckte Knoespel zwei verlassene Wetterstationen, die augenscheinlich in aller Eile geräumt worden waren. Ein noch glühendes Kohlefeuer, zahlreiche Haushalts- und Werkgeräte sowie umfangreiches Kartenmaterial wiesen auf einen rätselhaft übereilten Aufbruch der Vorbesatzung hin. Von den aufgefundenen Vorräten und Materialien nahm Knoespel nur einen unauffälligen Bruchteil an sich, um bei einer eventuellen Rückkehr der Vorbesitzer nicht die eigene Anwesenheit an den Gegner zu verraten.

### Aufbau, Organisation und Betrieb
Bereits zwei Tage nach Anlandung machte Knospe erste Beobachtungen der Wetterlage. Der tatsächliche Betrieb begann am 1. November 1941 und mit dem Hissen der Flagge wurde die Wetterstation offiziell in Dienst gestellt. Die Besatzung der Station bestand neben Knoespel aus dem Meteorologen Dr. Walter Drees, dem technischen Assistenten Gustav Mönninghoff, dem Logistiker Anton Pohoschaly und den beiden Funkern Johann Zima und Heinz Ackermann. Die Station bestand aus zwei einander gegenüberstehenden Holzhäusern mit einem per Plane überdachtem Zwischenraum und einem etwas entfernt stehenden Verschlag, in dem das Stromaggregat untergebracht war. In einiger Entfernung wurde ein etwas höher gelegenes Zeltlager errichtet, das dem Wettertrupp in den wärmeren Sommermonaten als Unterkunft dienen sollte.
Bis zum Februar des Jahres 1942 sendete Knospe ab jetzt stündlich Wetterbeobachtungen („Obs“) und Temperaturmeldungen („Temps“).
Neben Wetterbeobachtungen führte der Wettertrupp Knospe noch weitere Aufgaben aus:
- Erkundung und Vermessung des Gebietes
- Anlage von Ausweichlagern und Fluchthilfedepots.
- Regelmäßige Kontrolle des Sommer-/Winterlagers
- Meeresbiologische Untersuchungen
- Ornithologische Beobachtungen

## Ende der Unternehmung
Die Abholung des Wettertrupps Knospe war ursprünglich für Sommer 1942 geplant, zum Transport sollte ein Flugzeug dienen. Doch sowohl ungünstige Wetterbedingungen als auch ständige Uneinigkeit zwischen Knoespel und der Marinegruppe Nord über die Möglichkeiten und Gegebenheiten warfen diesen Plan mehrfach über den Haufen. Diskutiert wurden im Verlaufe des Sommers die Abholung durch ein U-Boot, ein Flugboot oder Transportschiffe. Im August 1942 einigte man sich schließlich auf eine Abholung mit einem U-Boot. Zum Einsatz kam U 435, das unter der Führung von Kapitänleutnant Siegfried Strelow den Wettertrupp Knospe am 24. August 1942 in der kleinen Bucht Ebeltofthamma auf der Mitra-Halbinsel an Bord nahm.
Am 31. August 1942 lief U 435 in Narvik ein. Das Unternehmen Knospe war damit erfolgreich und verlustfrei beendet. Den Betrieb der eingerichteten Station übernahm nach kurzer Zeit der Wettertrupp Nussbaum, der am 15. Oktober von U 377 nach Spitzbergen gebracht wurde.